# Zahlenanalphabetismus
Zahlenanalphabetismus (engl. innumeracy) bezeichnet rechnerisches Unvermögen und somit die Schwäche, Sachverhalte in Zahlen oder Wahrscheinlichkeiten darzustellen, beziehungsweise zahlenmäßig dargestellte Sachverhalte zu verstehen. Manchmal werden Personen, die Zahlenanalphabeten sind, als Innumeraten bezeichnet.
Der US-amerikanische Mathematiker John Allen Paulos beschreibt die Schwäche unter anderem so: „Mathematische Analphabeten neigen dazu, die Häufigkeit von Zufällen drastisch zu unterschätzen und Übereinstimmungen aller Art große Bedeutung einzuräumen, während schlüssige, nicht so spektakuläre statistische Beweise wesentlich weniger Eindruck auf sie machen.“
Zahlenanalphabetismus ist nicht zu verwechseln mit Dyskalkulie, der Schwäche, die Regeln des Zahlensystems zu verstehen und zu nutzen (Rechenschwäche).